# Martin Schulz
Martin Schulz (Hehlrath, Rin del Nord-Westfàlia, República Federal Alemanya, 20 de desembre de 1955) és un polític i llibreter alemany. Entre 1994 i 2017 va ser eurodiputat al Parlament Europeu, pel Partit Socialdemòcrata d'Alemanya, en el grup del Partit Socialista Europeu. Entre 2012 i 2017 ocupa el càrrec de president del Parlament Europeu.

## Joventut

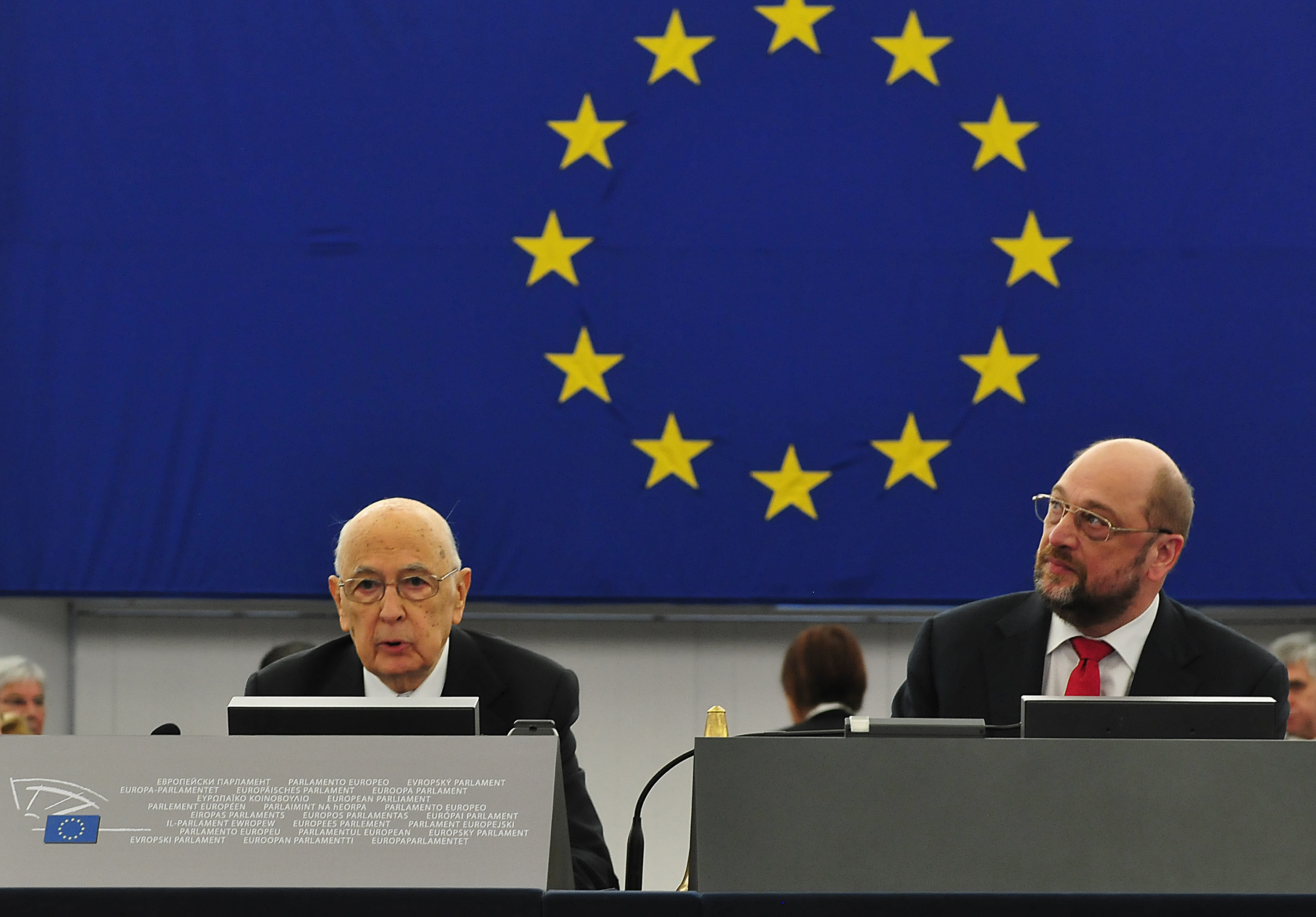
Martin Schulz amb el president d'Itàlia Giorgio Napolitano l'any 2014

Va néixer el 1955 a Hehlrath (avui Eschweiler), a l'estat de Rin del Nord-Westfàlia, a la República Federal Alemanya.
Durant la seva joventut exercí d'aprenent a la llibreria de Würselen (1975-1977), més tard treballà en diverses llibreries i cases de publicitat (1977-1982), fins que muntà el seu propi negoci, el 1982, que es vengué el 1994.

## Inicis polítics
El 1984 fou elegit regidor del municipi de Würselen, com a independent, i el 1987 fou elegit alcalde de Würselen (1987-1998).
El 1991 s'afilià al Partit Socialdemòcrata d'Alemanya (SPD) i fou membre del consell municipal del partit a Würselen fins al 1999.
Des de 1995 és membre de l'executiva del partit a Rin del Nord-Westfàlia, i des del 1996 és cap de la direcció a Aquisgrà. El 1999 entrà a l'executiva federal del SPD.

## Política europea
És eurodiputat des de 1994 pel PSE. Fou coordinador del grup dels Drets Humans del PSE al (1994-1996) i coordinador del grup de Llibertats Civils i Interior del PSE (1996-2000). Fou líder del SPD (dins del PSE) al Parlament Europeu (2000-2004). També va ser segon líder del PSE al Parlament Europeu (2002-2004) i, des del 2004, és líder del PSE al Parlament Europeu.

## Anècdotes
Des que és un alt càrrec del PSE, ha tingut alguns incidents destacats amb altres líders polítics com ara Silvio Berlusconi (2 de juliol de 2003), Jan Peter Balkenende o Lech Kaczyński.
És seguidor de l'escriptor Jaume Cabré, amb qui es va entrevistar en una visita a Barcelona.